# Justyna Miecznikowska
Justyna Miecznikowska – polska politolożka, doktor habilitowana nauk społecznych, adiunkt na Wydziale Nauk Politycznych i Studiów Międzynarodowych Uniwersytetu Warszawskiego. Specjalistka w zakresie systemów politycznych Niemiec i Austrii. 

## Kariera naukowa
W dniu 13 kwietnia 2005 r. uzyskała na ówczesnym Wydziale Dziennikarstwa i Nauk Politycznych UW stopień doktora nauk humanistycznych w zakresie nauk o polityce na podstawie pracy Chadecja niemiecka wobec integracji europejskiej, której promotorem był Konstanty Adam Wojtaszczyk. 23 stycznia 2019 r. na tym samym wydziale, noszącym wówczas już wówczas nazwę Wydziału Nauk Politycznych i Studiów Międzynarodowych, uzyskała stopień doktora habilitowanego nauk społecznych w dyscyplinie nauk o polityce i administracji na podstawie dorobku naukowego i pracy Europeizacja partii i systemu partyjnego Austrii. 
Należała do kadry naukowo-dydaktycznej Instytutu Europeistyki UW, gdzie od 2012 r. zajmowała stanowisko kierownika studiów I stopnia na kierunku europeistyka. W 2019 r., po reorganizacji wydziału, w ramach której instytuty zostały zastąpione przez katedry, znalazła się w zespole Katedry Systemów Politycznych. 
Od 2012 r. jest zastępczynią redaktora naczelnego kwartalnika Przegląd Europejski. W latach 2012–2017 była redaktorem tematycznym ds. Austrii rocznika Studia Politica Germanica. 